# Giovanni Codronchi Argeli
Il conte Giovanni Codronchi Argeli (Imola, 14 maggio 1841 – Roma, 9 maggio 1907) è stato un politico e prefetto italiano.

## Biografia
Nacque nel palazzo di famiglia, situato in via Emilia 233, con il nome di Antonio Alessandretti, figlio cadetto del conte Carlo Alessandretti (1817-1899) e della contessa Caterina Codronchi Argeli (1817-1883), nel 1860, alla morte dello zio materno, Giovanni Codronchi Argeli (1782-1860), ne ereditò il cognome, insieme al patrimonio. Il titolo di conte e nobile di Imola gli fu rinnovato l'8 gennaio 1888. Si laureò in Giurisprudenza nel 1862. Dal matrimonio con la contessa Giulia Pizzoli, celebrato il 5 febbraio 1865, nacquero otto figli, di cui quattro morirono prematuramente. Raggiunsero la maggiore età quattro figlie:
Eugenia Codronchi Argeli, nota scrittrice e letterata di chiara matrice femminista (Imola, 15 aprile 1865 - Castel San Pietro Terme, 2 giugno 1934), Margherita, Elisabetta ed Eleonora.
La sua carriera politica ebbe inizio in ambito locale: nel 1864 fu eletto consigliere comunale ad Imola, sua città natale. L'anno successivo venne rieletto consigliere nel vicino comune di Castel San Pietro (dove possedeva la tenuta di Coccapane), di cui il 18 febbraio 1866 divenne anche sindaco. Leader del partito moderato locale, fu sindaco di Imola dal dicembre 1867 all'ottobre 1875. Sotto la sua guida fu introdotta a Imola l'illuminazione a gas e fu costruito un impianto di fognatura urbana. Fece costruire nell'attuale piazza Gramsci la pescheria e il mercato ortofrutticolo.
Nel 1871, appena compiuti i trent'anni (età minima prevista dalla legge) entrò nella Camera dei deputati. In breve tempo diventò l'uomo di fiducia di Marco Minghetti, bolognese, leader nazionale della Destra storica. Nel 1875 Codronchi fu nominato Segretario generale del ministero dell'Interno guidato dal Minghetti. Trasferitosi permanentemente a Roma, affidò all'amico prof. Luigi Lolli, fondatore e direttore degli ospedali psichiatrici d'Imola, l'incarico di tessere i rapporti con la base elettorale imolese.

Codronchi fu confermato deputato nelle successive tornate elettorali del 1882 (quando batté Andrea Costa) e del 1886. Il 15 dicembre 1889, nel corso della XVI legislatura, fu nominato senatore del Regno d'Italia.
Nel 1890 fu nominato dal Consiglio dei ministri (guidato alla sinistra) prefetto di Milano. La sua carriera di funzionario statale proseguì anche dopo la caduta di Francesco Crispi (1891). Fu Commissario civile per la Sicilia nei governi Di Rudinì II e Di Rudinì III e ministro dell'Istruzione Pubblica nel governo di Rudinì III.
Morì nella sua residenza romana in via Pompeo Magno, nel 1907.